# Institut du bouddhisme tibétain
L'institut du bouddhisme tibétain, ou Institut théologique bouddhiste du Tibet (chinois : 西藏佛学院 ; pinyin : xīzàngfó xuéyuàn) est un établissement supérieur établi en 2011 à Lhassa, dans la Région autonome du Tibet, en République populaire de Chine Il est installé dans le temple Redui (热堆寺), dans le canton de Nyétang (zh), Xian de Qüxü, au sud de la ville-préfecture de Lhassa. Il réunit des moines des cinq écoles du bouddhisme tibétain et établit trois sections ; bouddhisme ésotérique[Quoi ?], bouddhisme exotérique[Quoi ?] et « bouddha vivant »,.
Les programmes scolaires sont étalés sur une durée de deux à quatre ans, les élèves sont des moines et des « bouddhas vivants » des différentes écoles du bouddhisme tibétain.

## Histoire
La construction a duré d'octobre 2008 à septembre 2010.
Le 21 juillet 2009, Gyancain Norbu, le 11e panchen-lama, nommé par le gouvernement central et qui vit à Pékin, visite l'institut en construction après avoir visité le monastère de Jokhang renouvelé. Celui-ci mesure 30 000 m2 et le gouvernement chinois a investi 80 millions de yuans à sa construction. Il est prévu pour accueillir 360 nouveaux étudiants chaque année. Les enseignements doivent alors comprendre la politique et le bouddhisme et les cours de base incluent des connaissances générales et de la gestion de temple. La première partie de l'institut est prévue pour être terminée en septembre de la même année et être le premier établissement de haut niveau d'enseignement général à enseigner le bouddhisme tibétain.